# Intel 4040
Intel 4040 je druhý čtyřbitový mikroprocesor firmy Intel, následník Intel 4004.
Byl uveden na trh na podzim roku 1974 ve třech 24pinových provedeních DIL. Navrhli jej Ted Hoff, Federico Faggin, Stan Mazor a Masatoshi Shima. Skládá se z 3000 tranzistorů. Rychlost jádra je 0,74 MHz. Může adresovat 640 B RAM a 8 kB ROM. Na rozdíl od svého předchůdce má Intel 4040 osmiúrovňový zásobník volání, 14 nových instrukcí (celkem tedy 60) a 8 dalších registrů navíc. Disponuje i hardwarovým přerušením s možností „zrcadlení“ registrů.
Provozní teplota je omezena na 70 °C. Jeho celková spotřeba je 0,6–0,9 W. Vyžaduje napájení 15 ± 0,75 V.

## Rozšíření
- Instrukční sada rozšířena na 60 instrukcí
- Paměť programu rozšířena až na 8 KiB
- Počet registrů rozšířen na 24.
- Zásobník rozšířen na 7 úrovní

## Návrháři

i4040 microarchitecture.

Federico Faggin navrhoval projekt, upravoval architekturu a vedl návrh. Detailní návrh dělal Tom Innes.

## Nové obvody
- 4201 – Generátor frekvence 500 až 740 kHz používal 4 až 5,185MHz krystal
- 4308 – 1 KiB ROM
- 4207 – General Purpose byte Output port
- 4209 – General Purpose byte Input port
- 4211 – General Purpose byte I/O port
- 4289 – Standardní paměťové rozhraní (nahradilo 4008/4009)
- 4702 – 256 B UVEPROM
- 4316 – 2 KiB ROM
- 4101 – 256 4-bit word RAM